# Мерло, Клаудио
Клаудио Мерло (итал. Claudio Merlo; родился 7 июля 1946 года, Рим, Италия) — итальянский футболист, выступающий на позиции полузащитника, тренер.

## Карьера
Первым клубом Мерло стал «Тибр» из его родного Рима, он перешёл в молодёжную команду «Фиорентины». Стал выступать в первой команде в середине 1960-х, образовав связку с Джанкарло Де Систи. Джанкарло был глубинным полузащитником, а Мерло играл плеймейкера, ассистировавшего Лучано Кьяруджи и Амарилдо.
С командой Лили выиграл различные турниры на рубеже 1960-х и 1970-х годов, в том числе итальянский чемпионат (1968/69 года), два кубка Италии (1965/66 и 1974/75), Кубок Митропы (1966). Также стал обладателем англо-итальянского кубка (1975), и финалистом на трёх международных финалах: в вышеупомянутой Митропе, кубке Альп и в англо-итальянском турнире.